# Europees kampioenschap basketbal mannen 1961
Eurobasket 1961 is het twaalfde gehouden Europees Kampioenschap basketbal. Eurobasket 1961 werd georganiseerd door FIBA Europe. Negentien landen die ingeschreven waren bij de FIBA, namen deel aan het toernooi dat gehouden werd in 1961 te Belgrado, Joegoslavië. Het basketbalteam van de Sovjet-Unie werd de uiteindelijke winnaar.

## Eindklassement
1. Sovjet-Unie
2. Joegoslavië
3. Bulgarije
4. Frankrijk
5. Tsjecho-Slowakije
6. Hongarije
7. Roemenië
8. België
9. Polen
10. Turkije
11. Israël
12. Duitse Democratische Republiek
13. Spanje
14. Finland
15. Nederland
16. Bondsrepubliek Duitsland
17. Griekenland
18. Zweden
19. Engeland

| Eurobasket 1961 winnaar |
| ----------------------- |
| Sovjet-Unie Zesde titel |